# Dillwynia uncinata
Dillwynia uncinata là một loài thực vật có hoa trong họ Đậu. Loài này được (Turcz.) J.M.Black miêu tả khoa học đầu tiên.